# Architettura neomanuelina
Per architettura neomanuelina si intende il revival architettonico che si sviluppò in Portogallo tra la metà del XIX secolo e i principi del XX secolo che riprese i motivi del tardo gotico portoghese del XVI secolo.

## Storia
Il termine manuelino fu utilizzato nel 1842 dallo storico brasiliano Francisco Adolfo de Varnhagen per definire l'esuberante stile artistico sviluppatosi durante il regno di Manuele I (1495-1521).
L'architettura manuelina concise con l'età delle scoperte e il periodo di massimo splendore del potere marittimo portoghese. 
In seguito al revival architettonico gotico che riecheggiò in tutta l'Europa dalla metà del XVIII secolo lo stile manuelino fu considerato lo stile portoghese più autentico.
Il recupero del tardo gotico portoghese iniziò con la costruzione del Palácio Nacional da Pena, a Sintra, da parte di Ferdinando II, tra il 1839 e il 1849.
Un altro progetto pioniere di questo revival fu la ristrutturazione nella decada del 1860 del Monastero dos Jerónimos, in Lisbona, in cui venne aggiunta una torre in stile neomanuelino.
Lo stile neomanuelino si diffuse anche nelle colonie portoghesi, in particolar modo in Brasile. L'edificio più significativo è la sede del Real Gabinete Português de Leitura, costruita tra il 1880 e il 1887 su iniziativa di immigrati portoghesi nel quartiere Centro di Rio de Janeiro.

## Esempi di architettura neomanuelina

### Portogallo
- Palácio Nacional da Pena, Sintra, 1849
- Estação Ferroviária do Rossio, Lisbona, 1891
- Palácio Hotel do Buçaco, Luso (Mealhada), 1888-1907
- Palácio dos Condes de Castro Guimarães, Cascais, 1900 circa
- Quinta da Regaleira, Sintra, 1904-1910

### Brasile
- Real Gabinete Português de Leitura, Rio de Janeiro, 1887
- Centro Português de Santos, Santos, 1898–1901
- Gabinete Português de Leitura, Salvador di Bahia, 1915-1918.
- Liceu Literário Português, Rio de Janeiro, 1929
- Igreja de Nossa Senhora da Ajuda, Salvador di Bahia
- Mansão Henry Gibson, Recife, 1847

### Resto del mondo
- Museu de História Natural, Maputo, Mozambico
- Arco do Jardim Tunduru, Maputo, Mozambico